# Карл фон дер Декен
Барон Карл Клаус фон дер Декен (на немски: Karl Klaus von der Decken) е германски армейски офицер, пътешественик, изследовател на Източна Африка и първият европеец, който се опитва да се изкачи връх Килиманджаро.

## Ранни години (1833 – 1860)
Роден е на 8 август 1833 г. в Коцен, провинция Бранденбург, Прусия (днес в Германия), в благородно семейство. Вдъхновен от Хайнрих Барт се отказва от кариера в армията и се отдава на изследователска дейност в Източна Африка. 

## Експедиции в Източна Африка (1860 – 1865)

### Пътешествие в Южна Танзания (1860)
През септември 1860 г. пристига в Занзибар с цел да се присъедини към експедицията на германския географ Албрехт Рошер. След като узнава за гибелта му на 19 март, оборудва собствен отряд и от пристанището Килва се насочва по същия път като предшественика си към езерото Малави (Няса). Скоро обаче е принуден да се върне поради отказът на носачите да продължат нататък. Въпреки това, значението на провалената експедиция не е малко, тъй като по целия път, до отказът на носачите, е извършено топографско картиране на изминатото разстояние.

### Пътешествия към Килиманджаро (1861 и 1862)
Следващия обект за своите изследвания Декен избира планината Килиманджаро. В края на юни 1861 г., заедно с английския геолог Ричард Торнтън (Richard Thornton), тръгва от Момбаса на запад по малко по-южен маршрут към планината. Завива на север покрай източните склонове на планината Паре (2462 м, на юг от Килиманджаро) и в северната ѝ част открива езерото Джипе (3°36′ ю. ш. 37°46′ и. д. / 3.6° ю. ш. 37.766667° и. д., на границата между Танзания и Кения). Изследва южното подножие на Килиманджаро и успява да се изкачи до 2300 м надморска височина, но по-нататъшното му придвижване е провалено поради настъпилия дъждовен сезон и отказът на носачите да продължат нагоре. В началото на септември потегля обратно и по река Умба експедицията се спуска до Индийския океан.
От октомври до декември 1862 г. заедно със съотечественика си Ото Керстен (Otto Kersten) предприема ново пътешествие до Килиманджаро, като целта му е да се изкачи на върха. Успява да достигне едва до 4200 м, тъй като носачите, непривикнали към разредения въздух на тази височина, отказват да вървят по-нагоре. След провала му да се изкачи на върха, Декен се опитва да продължи на запад от планината, но живеещите там масаи отказват да пропуснат европейците в страната си и експедицията се завръща на брега на океана. По време на изкачването си нагоре по Килиманджаро Декен вижда на запад друга планина разположена на 40 – 50 км от Килиманджаро. По този начин става откривател на планината Меру.
Двете пътешествия на Декен към Килиманджаро окончателно разсейват всички съмнения относно това, че на върха на планината има вечни снегове. Той не успява да се добере до снежната граница, но пребивава близко до нея и няма място за съмнение. Геоложките изследвания извършени от Торнтън показват, че планинския масив е с вулканичен произход. Извършени са интересни наблюдения над вертикалната поясна растителност и са събрани естественоисторически колекции. Картографските резултати от двете експедиции се заключават в извършването на щателна теодолитна снимка на маршрута, съпроводена с астрономически наблюдения и измерване на надморски височини, даващи достатъчно надеждна основа за изработване на карта на района между Килиманджаро и океана. Височината на върха Декен определя като 5700 м (в действителност – 5895 м).
За тези си две експедиции през 1864 г. е награден с медал от Кралското географско дружество.

### Пътуване до Мадагаскар (1863)
През 1863 Декен провежда картографски дейности на остров Мадагаскар и картира крайбрежието на някои от Маскаренските о-ви.

### Експедиция в Сомалия и смърт (1864 – 1865)
След като претърпява неудача в опита си да проникне в неизследваните райони на запад от Килиманджаро по суша, Декен решава да използва воден път дотам като се изкачи по някоя от реките Тана или Джуба и от горните им течения да достигне планинския масив Кения и изворите на Нил. Новата си експедиция той организира с голям размах (разполага със солидно състояние и не се плаши от големи разходи). В нея се записват за участие освен него повече от десет европейци – немци и австрийци. В Хамбург са построени два специални речни парахода „Велф“ и „Паспарту“.
В края на 1864 г. състава на експедицията се събира в Занзибар. Предприетата от Декен през февруари 1865 г. рекогносцировка на река Тана показва, че реката е плавателна само в най-долното си течение. През юли същата година Декен и спътниците му се отправят към река Джуба. В устието ѝ „Паспарту“ потъва, а „Велф“ едва успяват да го прекарат през плитчините пред устието на реката. Той също получава повреди, но след кратък ремонт е отново готов за плаване, което започва на 15 август. На 19 септември експедицията достига до сомалийския град Бардера (2°20′ с. ш. 42°20′ и. д. / 2.333333° с. ш. 42.333333° и. д.). Седмица по-късно при опит да бъдат преодолени бързеите на реката разположени над града, „Велф“ засяда на подводни камъни и се разбива. Корабокрушението се разминава без жертви, но на 1 октомври върху разположения на брега на реката лагер е извършено нападения от сомалийците. Много от участниците в експедицията са убити и само няколко, в т.ч. четирима европейци, успяват да се спасят като се спускат с лодка по реката до океана. Самия Декен в това сражение на участва, тъй като малко преди нападението се отправя за продоволствия в Бардера. Там е убит на 2 или 3 октомври 1865 г. едва на 32 години. Дневниците и другите материали от експедицията са спасени и са пренесени от останалите живи спътници в Европа. Най-важните резултати от това плаване по Джуба е, че е извършено първото картиране на реката в долното си течение.

## Научни резултати
Приживе Декен изпраща редовна информация в Европа за резултатите от своите експедиции, която нерядко е съпроводена и с картен материал. След смъртта му всичките събрани от него материали са обработени от Ото Керстен и редица специалисти в областта на естествените науки и издадени в Лайпциг през 1869 – 1879 г. в четири тома под заглавието: „C. C. von der Deckens Reisen in Ost-Afrika in den Jahren 1859 – 1865“, Bd. 1 – 4, Leipzig, 1869 – 1879 (в превод „Пътешествията на Карл Клаус фон дер Декен в Източна Африка“). Първите два тома са посветени на самите пътешествия, а останалите два – на научните резултати: зооложки, ботанически, геоложки и др.